# Prangos trifida
Prangos trifida är en växtart i släktet Prangos och familjen flockblommiga växter. Den beskrevs av Philip Miller som Cachrys trifida, och fick sitt nu gällande namn av Ilana Herrnstadt och Chaia Clara Heyn 1977.
Arten är en perenn ört som förekommer i södra Europa.